# Lista de ministros dos Assuntos Sociais de Portugal

Bandeira de ministro de Portugal.

Esta é uma lista de ministros dos Assuntos Sociais de Portugal, entre a criação do cargo a 16 de maio de 1974 e a extinção do mesmo a 9 de junho de 1983. O Ministério dos Assuntos Sociais tutelava as áreas da saúde e da segurança social, tendo, à data da sua extinção, o setor da saúde passado a constituir o Ministério da Saúde (ver lista de ministros) e o setor da segurança social sido incluído no Ministério do Trabalho e Segurança Social (ver lista de ministros).
A lista cobre o atual período democrático (1974–atualidade)

## Designação
Entre 1974 e 1983, o cargo de ministro dos Assuntos Sociais teve as seguintes designações:
- Ministro dos Assuntos Sociais — designação usada entre 16 de maio de 1974 e 1 de agosto de 1979;
- Ministro da Coordenação Social e dos Assuntos Sociais — designação usada entre 1 de agosto de 1979 e 3 de janeiro de 1980;
- Ministro dos Assuntos Sociais — designação usada entre 3 de janeiro de 1980 e 9 de junho de 1983.

## Numeração
São contabilizados os períodos em que o ministro esteve no cargo ininterruptamente, não contando se este serve mais do que um mandato consecutivo. Ministros que sirvam em períodos distintos são, obviamente, distinguidos numericamente. 

## Lista
Legenda de cores

(para partidos e correntes políticas)
| Terceira República (1974–presente)       |                                                                          |                     |                        |                        |         |                                                                                   |
| #                                        | Ministro dos Assuntos Sociais (Nascimento–Morte)                         | Retrato             | Início do mandato      | Fim do mandato         | Governo | Governo                                                                           |
| Governos Provisórios (1974–1976)         |                                                                          |                     |                        |                        |         |                                                                                   |
| 1                                        | Mário Luís da Silva Murteira (1933–2013)                                 |                     | 16 de maio de 1974     | 17 de julho de 1974    |         | I Prov. Palma Carlos                                                              |
| 2                                        | Maria de Lourdes Ruivo da Silva Matos Pintasilgo (1930–2004)             |                     | 17 de julho de 1974    | 26 de março de 1975    |         | II Prov. Gonçalves                                                                |
| 2                                        | Maria de Lourdes Ruivo da Silva Matos Pintasilgo (1930–2004)             | III Prov. Gonçalves | 17 de julho de 1974    | 26 de março de 1975    |         |                                                                                   |
| 3                                        | Jorge de Carvalho Sá Borges (1933–2009)                                  |                     | 26 de março de 1975    | 8 de agosto de 1975    |         | IV Prov. Gonçalves                                                                |
| 4                                        | Francisco José Cruz Pereira de Moura (1925–1998)                         |                     | 8 de agosto de 1975    | 19 de setembro de 1975 |         | V Prov. Gonçalves                                                                 |
| 5                                        | Jorge de Carvalho Sá Borges (2.ª vez) (1933–2009)                        |                     | 19 de setembro de 1975 | 29 de dezembro de 1975 |         | VI Prov. Gonçalves                                                                |
| –                                        | Cargo vago                                                               |                     | 29 de dezembro de 1975 | 2 de janeiro de 1976   |         | VI Prov. Gonçalves                                                                |
| 6                                        | Rui Manuel Parente Chancerelle de Machete (1940–)                        |                     | 2 de janeiro de 1976   | 23 de julho de 1976    |         | VI Prov. Gonçalves                                                                |
| Governos Constitucionais (1976-Presente) |                                                                          |                     |                        |                        |         |                                                                                   |
| 7                                        | Armando Bacelar (1918–1998)                                              |                     | 23 de julho de 1976    | 30 de janeiro de 1978  |         | I Soares                                                                          |
| 8                                        | António Duarte Arnaut (1936–2018)                                        |                     | 30 de janeiro de 1978  | 29 de agosto de 1978   |         | II Soares                                                                         |
| 9                                        | Acácio Manuel Pereira Magro (1932–2018)                                  |                     | 29 de agosto de 1978   | 1 de agosto de 1979    |         | III Nobre da Costa                                                                |
| 9                                        | Acácio Manuel Pereira Magro (1932–2018)                                  | IV Mota Pinto       | 29 de agosto de 1978   | 1 de agosto de 1979    |         |                                                                                   |
| #                                        | Ministro da Coordenação Social e dos Assuntos Sociais (Nascimento–Morte) | Retrato             | Início do mandato      | Fim do mandato         | Governo | Governo                                                                           |
| 10                                       | Alfredo Bruto da Costa (1938–2016)                                       |                     | 1 de agosto de 1979    | 3 de janeiro de 1980   |         | V Pintasilgo                                                                      |
| #                                        | Ministro dos Assuntos Sociais (Nascimento–Morte)                         | Retrato             | Início do mandato      | Fim do mandato         | Governo | Governo                                                                           |
| 11                                       | João António Morais da Silva Leitão (1938–2006)                          |                     | 3 de janeiro de 1980   | 9 de janeiro de 1981   |         | VI Sá Carneiro (até 4 dez. 1980) Freitas do Amaral (desde 4 dez. 1980) (interino) |
| 12                                       | Carlos Matos Chaves Mascarenhas de Macedo (1937–2017)                    |                     | 9 de janeiro de 1981   | 3 de agosto de 1981    |         | VII Pinto Balsemão                                                                |
| 13                                       | Francisco José Pereira Pinto Balsemão (1937–)                            |                     | 3 de agosto de 1981    | 4 de setembro de 1981  |         | VII Pinto Balsemão                                                                |
| 14                                       | Luís Eduardo da Silva Barbosa (1933–)                                    |                     | 4 de setembro de 1981  | 9 de junho de 1983     |         | VIII Pinto Balsemão                                                               |

### Lista de ministros dos Assuntos Sociais vivos
| Nome                     | Mandato(s) | Idade              |
| ------------------------ | ---------- | ------------------ |
| Rui Machete              | 1976       | 84 anos e 349 dias |
| Francisco Pinto Balsemão | 1981       | 87 anos e 202 dias |
| Luís Barbosa             | 1981–1983  | 91 anos e 258 dias |